# Gustav Friedrich Hetsch
Gustav Friedrich (von) Hetsch (28 septembre 1788 — 7 septembre 1864) est un architecte danois de naissance allemande.

## Biographie
Hetsch nait à Stuttgart en 1788. Il étudie à l'Université de Tübingen et à Paris où son professeur est Charles Percier. Après avoir terminé ses études il travaille avec Jean-Baptiste Rondelet sur le Panthéon.  En 1812 il est rappelé à Stuttgart, mais il part rapidement en Italie où il continue ses études et rencontre l’architecte danois Peder Malling (da). C'est ce dernier qui inspire à Hetsch en 1815  de venir à Copenhague où il enseignera l’architecture à l'Académie royale des beaux-arts du Danemark.
Un des principaux projets d'Hetsch est la décoration intérieure du château de Christiansborg reconstruit, projet dont Christian Frederik Hansen est le principal architecte.  Bien que la plupart de ses réalisations aient été dans le domaine de l'art décoratif, Hetsch a également conçu la Grande synagogue et cathédrale Saint-Anschaire (1842) à Copenhague. En parallèle de son poste à l'Académie, il a entre autres été directeur artistique de la Manufacture royale de porcelaine (en) (1828–1857).

## Galerie

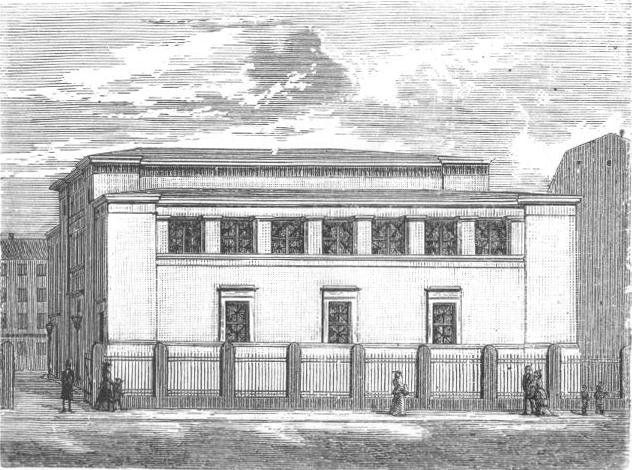
la Grande synagogue de Copenhague, 1899.
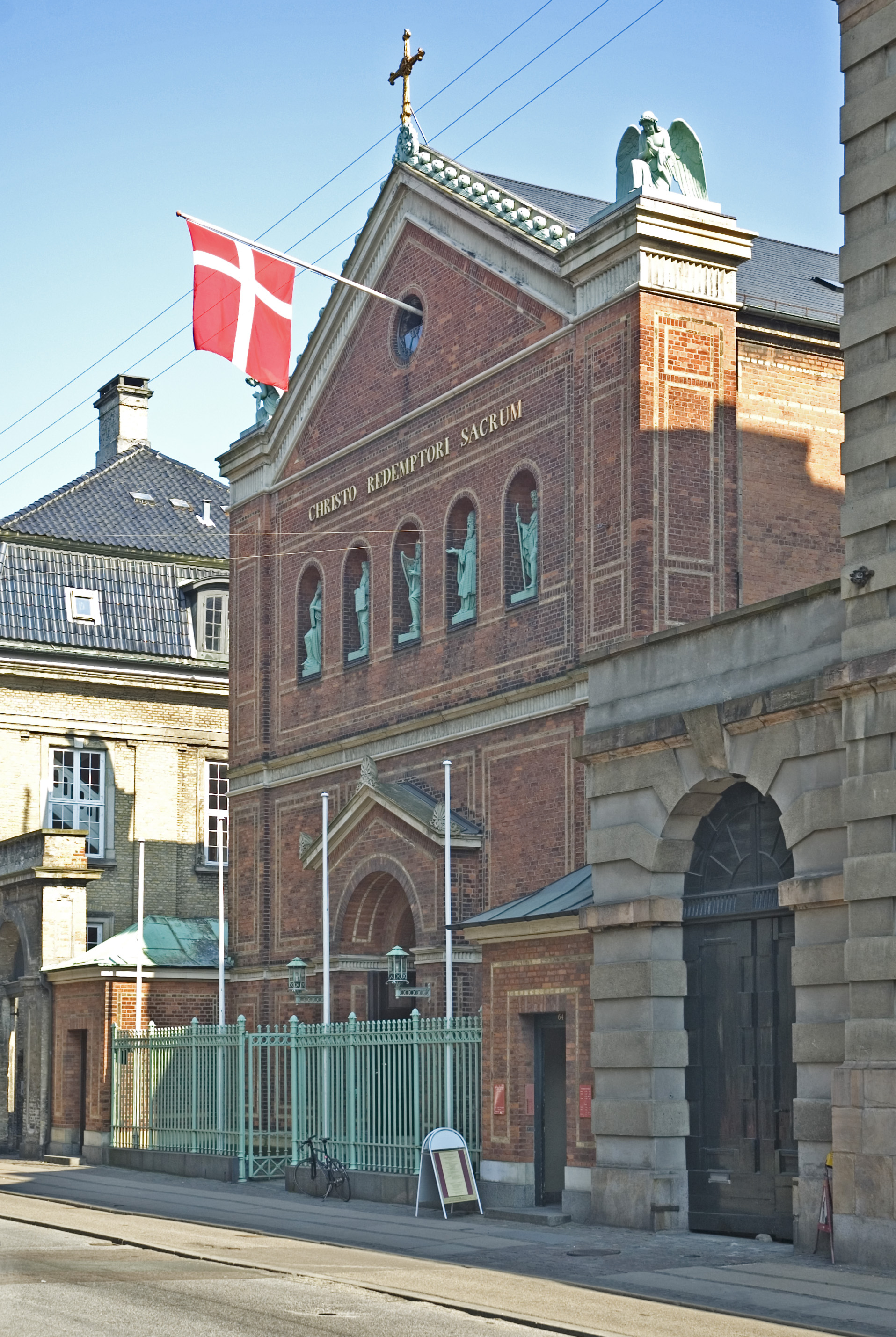
cathédrale Saint-Anschaire, Copenhague, 2007.